# Roeslan Rotan
Roeslan Petrovytsj Rotan (Oekraïens: Руслан Петрович Ротань) (Poltava, 29 oktober 1981) is een Oekraïens oud-voetballer die als middenvelder speelde.

## Clubcarrière
Rotan begon zijn carrière bij Dnipro Dnipropetrovsk. In zijn eerste periode bij de club uit Dnjepropetrovsk speelde hij 105 wedstrijden en wist hij elf keer te scoren. In 2005 ondertekende hij een contract bij FC Dynamo Kiev. Met deze club werd hij in 2007 kampioen van Oekraïne. Tevens won hij met de club uit Kiev twee keer de Oekraïense beker en twee keer de Oekraïense supercup. In 2008 keerde hij terug bij Dnipro Dnipropetrovsk. Hij speelde meer dan 200 competitiewedstrijden voor de club en verloor in 2015 de finale UEFA Europa League. Medio 2017 ging hij voor Slavia Praag on Tsjechië spelen maar hij maakte het seizoen 2017/18 af bij Dynamo Kiev.

## Interlandcarrière
Onder bondscoach Oleh Blochin maakte Rotan op 12 februari 2003 zijn debuut in het Oekraïens voetbalelftal in een vriendschappelijke interland tegen Turkije (0–0). Hij behoorde tot de selectie van Oekraïne voor het wereldkampioenschap voetbal 2006. Oekraïne werd in de kwartfinale met 3–0 uitgeschakeld door de latere wereldkampioen Italië. Rotan speelde op het EK 2012 in eigen land in een van de drie groepswedstrijden. Op 19 mei 2016 werd hij opgenomen in de Oekraïense selectie voor het Europees kampioenschap voetbal 2016 in Frankrijk. Oekraïne werd in de groepsfase uitgeschakeld na nederlagen tegen Duitsland (0–2), Noord-Ierland (0–2) en Polen (0–1).

## Erelijst
Dynamo Kiev
- Landskampioen

2007
- Oekraïense beker

2006, 2007
- Oekraïense supercup

2006, 2007
Individueel
- Oekraïens voetballer van het jaar

2016
- Team van het seizoen

UEFA Europa League 2014/15
1 Bojko ·
2 Boetko ·
3 Chatsjeridi ·
4 Tymosjtsjoek ·
5 Koetsjer ·
6 Stepanenko ·
7 Jarmolenko ·
8 Zozoelja ·
9 Kovalenko ·
10 Konopljanka ·
11 Seleznjov ·
12 Pjatov ·
13 Sjevtsjoek ·
14 Rotan ·
15 Boedkivskyj ·
16 Sydortsjoek ·
17 Fedetskyj ·
18 Rybalka ·
19 Harmasj ·
20 Rakitskyj ·
21 Zintsjenko ·
22 Karavajev ·
23 Sjevtsjenko ·
Coach: Fomenko